# Limaria hemphilli
Limaria hemphilli is een tweekleppigensoort uit de familie van de Limidae. De wetenschappelijke naam van de soort is voor het eerst geldig gepubliceerd in 1946 door Hertlein & Strong.